# Дауда, Камилу
Камилу Дауда (фр. Kamilou Daouda; род. 29 декабря 1987, Агадес) — нигерский футболист, нападающий и капитан клуба «Котон Спорт». Выступал за национальную сборную Нигера.

## Клубная карьера
Начал карьеру в сезоне 2005/06 в составе клуба «Акокана». В 2007 году нападающий перешёл в камерунский «Котон Спорт». В следующем году вместе с командой дошёл до финала Лиги чемпионов КАФ, дважды становился победителем чемпионата и Кубка Камеруна. С 2008 по 2011 год играл за ливийский «Аль-Иттихад» из Триполи, с которым становился чемпионом страны в сезонах 2009/10 и 2010/11. После этого являлся игроком таких клубов как «Сфаксьен» (2011—2012), «Саура» (2012), «Котон Спорт» (2013—2014) и «Аль-Хартум» (2015). Признавался лучшим игроком камерунского первенства 2014 года.
В 2016 году в третий раз вернулся в «Котон Спорт». Вместе с клубом минимум дважды (в 2016 и 2019 года) становился серебряным призёром чемпионата Камеруна и чемпионом страны в 2018 году. В октябре 2021 года заключил с «Котон Спорт» новый годичный контракт. Является капитаном «Котон Спорта».

## Карьера в сборной
В составе национальной сборной Нигера дебютировал 25 марта 2007 года в матче квалификации Кубка африканских наций 2008 против Лесото (1:3), где сумел отличиться забитым голом. В составе сборной выступал на двух Кубках африканских наций в 2012 и 2013 годах, где Нигер не сумел преодолеть групповой этап. Участник двух отборочных кампаний к чемпионату мира. Завершил выступления за сборную в 2019 году, проведя к этому моменту 36 официальных игр и отметившись 10 забитыми голами.

## Достижения
«Котон Спорт»
- Чемпион Камеруна (7): 2007, 2007/08, 2014, 2018, 2020/21, 2021/22, 2022/23
- Серебряный призёр чемпионата Камеруна (2): 2016, 2019
- Обладатель Кубка Камеруна (4): 2007, 2008, 2014, 2022
- Финалист Лиги чемпионов КАФ: 2008

## Личная жизнь
Женат, воспитывает троих детей